# Annales de chimie
Annales de chimie; ou Recueil de Mémoires Concernant la Chimie et les Arts qui en Dépendent fou una revista científica francesa publicada entre l'abril de 1789 i el novembre de 1793, amb un total de devuit volums, dedicats a articles sobre química i matèries relacionades (mineralogia, meteorologia, física, fisiologia i producció de salnitre). Fou la segona revista dedicada a la química que es publicà.
El químic francès Antoine Laurent Lavoisier (1743-1794) volgué fundar una revista científica amb l'objectiu de publicar-hi només articles relacionats amb la química agafant com a model la revista alemanya Chemische Annalen, fundada el 1778 pel químic Lorenz Florent Friedrich von Crell (1744-1816). Tanmateix, l'objectiu real de Lavoisier era difondre la seva nova química i amb tots els articles adaptats a la nova nomenclatura química que havia elaborat juntament amb altres membres d'Académie des Sciences. Contribuïren a les primeres edicions dels Annales de chimie Louis Bernard Guyton de Morveau (1737-1816), Antoine Laurent Lavoisier que era el tresorer i de fet el propietari, Gaspard Monge (1746-1818), Antoine François de Fourcroy (1755-1809), Philippe Frédéric de Dietrich (1748-1793), Jean Henri Hassenfratz (1755-1827) i Pierre Auguste Adet (1763-1834) que n'era el secretari. Posteriorment també formaren part del comité editorial Claude Louis Berthollet (1748-1822), Armand Jean François Séguin (1767-1835), Louis Nicolas Vauquelin (1763-1829) i Pierre Joseph Pelletier (1788-1842).